# 武装警察第181師団
武装警察第181師団（武警第181师）は、中国人民武装警察部隊の師団の1つ。

## 歴史
華北軍区第13縦隊の旅団を前身とする。
- 1949年2月 - 第61軍第181師編成
- 1951年 - 第60軍に配属され、朝鮮戦争に参加
- 1969年 - 第60軍第180師が安徽省軍区独立1師となったため、第181師は第180師に改称された。
- 1985年1月 - 第181師に戻り、第1軍に配属
- 1996年 - 武警第181師に改編

## 編制
- 第541連隊（8721部隊） - 無錫南長
- 第542連隊（8722部隊） - 江蘇省無錫
- 第543連隊（8723部隊） - 無錫梅園
- 第711連隊（8724部隊） - 無錫北塘